# Saint-Barthélemy-de-Vals
Saint-Barthélemy-de-Vals település Franciaországban, Drôme megyében. Lakosainak száma 1852 fő (2022. január 1.). Saint-Barthélemy-de-Vals Bren, Chantemerle-les-Blés, Claveyson, Érôme, Laveyron, Ponsas, Saint-Uze, Saint-Vallier és Saint-Jean-de-Galaure községekkel határos.

## Népesség
A település népessége az elmúlt években az alábbi módon változott:
| Lakosok száma | 1153 | 1365 | 1637 | 1748 | 1881 | 1873 | 1869 | 1858 | 1859 | 1852 |
|               | 1968 | 1982 | 1990 | 2006 | 2013 | 2015 | 2017 | 2019 | 2020 | 2022 |